# Sergio Porrini
Sergio Porrini (Milánó, 1968. november 8. –) olasz válogatott labdarúgó, védő.

## A kezdet: AC Milan és Atalanta
Az AC Milan utánpótlásbázisán kezdte pályafutását, itt társa volt többek között Gianluca Pessotto is, akivel a Juventusban is később együtt focizott. A Milan felnőttcsapatában nem kapott szerepet, ezért 1989-ben az Atalanta együtteséhez igazolt. Az első évet még csupán kölcsönben töltötte itt. Első gólját már ebben az idényben megszerezte, 1990.február 4-én a Sampdoria elleni hazai 2-2-es döntetlen során ő érte el az Atalanta második találatát. Bergamói évei alatt Porrinivel végig stabil középcsapatként szerepelt az Atalanta, számára a legkiemelkedőbb idény az 1992-1993-as volt, amikor már Marcello Lippi irányította őket. Ebben a szezonban Porrini két gólt szerzett, egyet a Foggia, egyet a Roma ellen, az Atalanta pedig 7. lett a bajnokságban.

## Bemutatkozás a válogatottban
Porrininek annyira jól ment a játék, hogy Arrigo Sacchi szövetségi kapitány behívta őt a Portugália elleni világbajnoki selejtezőre készülő olasz válogatott keretébe. Ekkor még nem, de az 1993. március 24-én Palermóban rendezett, Málta elleni 6-1-es győzelemmel végződött selejtezőn szerepet kapott (ez volt az olasz csapat 500. találkozója). Április 24-én Észtország ellen még pályára küldték Triesztben, de ez volt az utolsó válogatott mérkőzése (Olaszország-Észtország 2-0).

## A Juventusban töltött évek
Porrini teljesítménye természetesen több nagy klub figyelmét is felkeltette: 1993 tavaszán a Milan és a Juventus harcolt érte, végül utóbbinak sikerült megvásárolnia 11 milliárd líráért. Porrini így nyilatkozott a leigazolását követően: „11 milliárd lírát fizettek ki értem, ez mindenképpen a bizalom jele. Most rajtam a sor, hogy ezt a bizalmat egy kifogástalan idénnyel viszonozzam. Nyugodt vagyok, azt hiszem már bizonyítottam az elmúlt négy esztendőben.” 1993. augusztus 1-jén a Neuchatel Xamax elleni 7-2-es győzelemmel végződött barátságos mérkőzésen mutatkozott be a Juventusban, az első tétmérkőzését pedig augusztus 29-én a Cremonese ellen vívhatta új csapatában. Ezen a találkozón – bár a Juventus 1-0-ra győzött – Porrini gyengén focizott, egyes újságírók meg is kérdőjelezték leigazolásának szükségességét. Giovanni Trapattoni edző mindenesetre bízott benne, ennek jele, hogy Porrini az idény során 39 mérkőzésen lépett pályára, ebből 35-ször kezdőként, és ezzel a Juventus egyik legtöbbet foglalkoztatott labdarúgója volt.

### Bajnoki cím és kupagyőzelem
Porrini első idényében semmit nem nyert a Juventusszal, azonban a második év elhozta a sikereket: az ekkor már Marcello Lippi által irányított csapat 9 év után megszerezte az olasz bajnoki címet és elhódította az Olasz Kupát is, sőt, az Uefa Kupa döntőjébe is eljutott a torinói klub. A menetelésben fontos szerepe volt Porrininek is, aki az idény során összesen négy gólt szerzett, kettőt a hazai, kettőt pedig a nemzetközi kupában. A Parmával vívott Olasz Kupa-döntőt úgy nyerte meg összesítésben 3-0-ra a Juventus, hogy ebből a három gólból kettőt Porrini ért el. Fontos és emlékezetes volt az a fejese, amely a dortmundi Westfalenstadionban a Juventus számára meghozta a vezetést a Dortmund elleni Uefa Kupa-elődöntőben (Dortmund-Juventus 1-2).  Porrini 35 mérkőzésen kapott szerepet, kezdőként 28-szor lépett pályára.

### Olasz Szuperkupa és Bajnokok Ligája-győzelem
A scudetto megnyerése után a Juventus első számú célja a Bajnokok Ligája lett, amelyet végig magabiztosan játszva meg is nyertek, emellett elhódították a Szuperkupát is, a Parmát legyőzve. Porrini egyik döntőben sem játszott (a Parma ellen nem is nevezték), viszont abban, hogy a Juventus a BL-döntőjébe eljutott, neki is fontos szerepe volt. A Real Madrid elleni negyeddöntő első mérkőzését a Real 1-0-ra nyerte Madridban, az 1996. március 20-án megrendezett visszavágón 1-0-s hazai vezetésnél az 52. percben Porrini nyeste be a Real Madrid védelme mögé a labdát, amelyet Padovano egyedül kilépve a kapuba lőtt: ez a gólpassz eredményezte a továbbjutást érő találatot.

### Az utolsó torinói év
Porrini számára az 1996-1997-es idény volt az utolsó a Juventus mezében, egyúttal ekkor játszotta a legtöbb mérkőzést (40-et) és ekkor nyújtotta a legjobb teljesítményt is. Két góljának egyikét a Verona elleni 3-2-re megnyert torinói mérkőzésen, a másikat a Paris SG elleni Európai Szuperkupa-döntő párizsi odavágóján szerezte, mindkettőt igen szép, csatárokat idéző mozdulatok révén. A Juventus amellett, hogy megnyerte története 24. bajnoki címét, fantasztikus játékkal eljutott a Bajnokok Ligája döntőjébe. A müncheni fináléban a Dortmund ellen Porrini kezdőként lépett pályára: mivel az első félidőt követően 2-0-s vereségre állt a csapat, Marcello Lippi mindenképpen be akart cserélni egy csatárt, ezért a szünetben Porrini helyére Alessandro Del Piero állt be. Bár Del Piero gólt szerzett, a Juventus mégis vereséget szenvedett (Dortmund-Juventus 3-1). Porrini a La Gazzetta dello Sport újságtól mindössze 5-ös osztályzatot kapott. Utolsó találkozóját a Juventus mezében 1997. június 1-jén játszotta: az ekkor már bajnok Juventus a Laziót fogadta, a vége 2-2-es döntetlen lett. Porrini búcsúja jól sikerült, a La Gazzetta dello Sport 6,5-ösre értékelte a teljesítményét. Pár nappal később, 1997. június 6-án Porrini 8 milliárd líra ellenérték fejében a skót Glasgow Rangershez igazolt.

## A Juventust követő időszak
Skóciában mindent megnyert a Rangers csapatával, amit csak lehetett, a nemzetközi kupákban azonban sikertelen maradt klubjával. Porrinit kedvelték a szurkolók, jó teljesítményt nyújtott, azonban sorozatos sérülései miatt már nem tudta ugyanazon a színvonalon folytatni a játékot. Visszatért Olaszországba, a harmadosztályú Alessandriába. A klub gyengélkedett, kiesett a negyedosztályba (majd meg is szűnt és újjáalakult), Porrini pedig a Padova csapatába igazolt. Egy esztendő után innen is távozott, 2004-től a Pizzighettone labdarúgója volt, majd 2009 nyarán visszavonult. A klubot azonban nem hagyta el, az utánpótláscsapat edzőjeként kezdett el dolgozni, majd 2010 augusztusától az US Pegrocrema utánpótlásának felkészítését irányítja.

## Sikerei, díjai

### Juventus
- Bajnokok Ligája-győztes: 1996
- Európai Szuperkupa-győztes: 1997
- Interkontinentális kupagyőztes: 1997
- Olasz bajnok: 1994, 1997
- Olasz kupagyőztes: 1995
- Olasz szuperkupa-győztes: 1995

### Glasgow Rangers
- Skót bajnok: 1999, 2000
- Skót kupagyőztes: 1999, 2000
- Skót Ligakupa-győztes: 1998